# Guimou
Guimou est une localité située dans le département de Tougan de la province du Sourou dans la région de la Boucle du Mouhoun au Burkina Faso.

## Géographie
La commune est traversée par la route nationale 10.